# Anita Thallaug

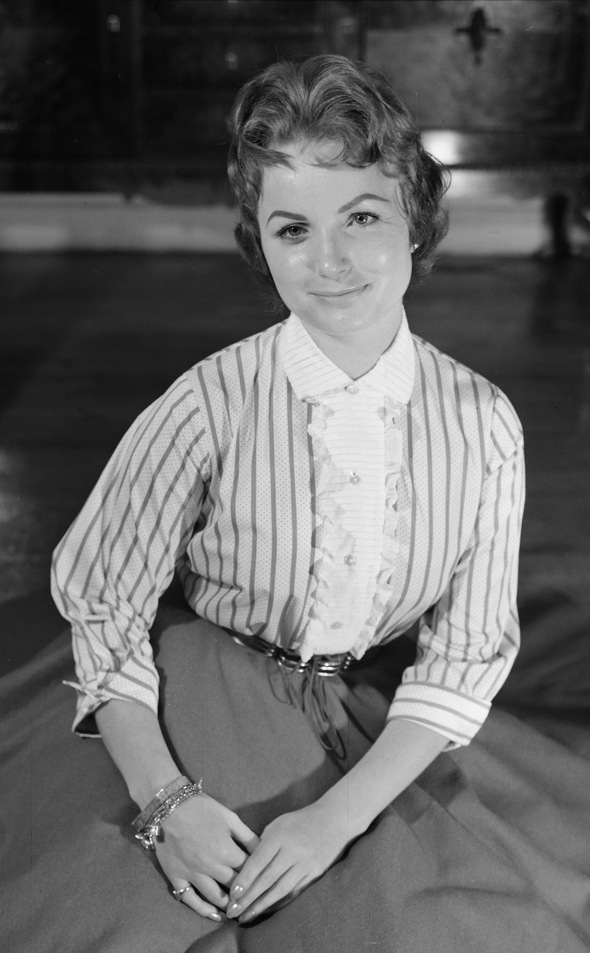
Anita Thallaug, 1957

Anita Thallaug (* 14. Februar 1938 in Bærum; † 20. März 2023) war eine norwegische Schauspielerin und Sängerin.

## Leben und Wirken
Schon als Kind war sie auf der Theaterbühne aktiv und wirkte bei Kindermusicals mit. Sie war in den 1950er Jahren dann im Kinderprogramm des Senders NRK zu sehen, so lieh sie auch der Figur Alice aus dem Zeichentrickfilm Alice im Wunderland ihre Stimme. Ab Ende der 1950er wurde sie auch als Sängerin aktiv und konnte einige Radiohits verbuchen, beispielsweise Velg April und Elisabeth Serenade.
Sie gewann den Melodi Grand Prix und durfte daher beim Eurovision Song Contest 1963 in London teilnehmen. Ihr Titel Solhverv bekam aber keinen Punkt und wurde zusammen mit weiteren Ländern letzter.
Ab Mitte der 1960er Jahre zog sich Anita Thallaug auf eigenen Wunsch hin vom Musikgeschäft zurück. Es gab aber noch vereinzelte Auftritte im Fernsehen und auf regionalen Bühnen. Zu ihrem 60. Geburtstag im Jahr 1998 erschien mit me, and my friends! ein Jazz-Album von ihr.

## Filmografie
- 1954: I moralens navn
- 1957: Blondin i fara
- 1962: Operation Løvsprett
- 1964: Klokker i måneskinn
- 1990: Den spanske flue